# Старопетрово
Старопетро́во (рос. Старопетрово, башк. Иҫке Петров) — село у складі Бірського району Башкортостану, Росія. Входить до складу Старопетровської сільської ради.
Населення — 216 осіб (2010; 214 у 2002).
Національний склад:
- росіяни — 73 %